# Le Meurtre de la falaise

Localisation de l'Essex.

Le Meurtre de la falaise (titre original : Deception of His Mind) est un roman policier d'Elizabeth George publié en 1997 puis publié en France aux Presses de la Cité la même année.
L'ouvrage a la particularité d'être le seul des romans de l’autrice à ne pas du tout mettre en scène l'inspecteur-principal Thomas Lynley, parti en voyage de noces avec Helen Clyde.
Le roman commence par la découverte d'un cadavre, au pied d'une falaise, dans une région désolée de l'Essex. Un Pakistanais de 25 ans, arrivé quelques semaines auparavant en Angleterre, a été roué de coups et a eu la nuque brisée. Ses habits et sa voiture ont été méticuleusement fouillés. Cette mort crée des tensions communautaires, certains Pakistanais craignant que la police anglaise ait des scrupules à enquêter sur ce qui pourrait être un crime raciste. Barbara Havers, bénéficiant de quelques semaines d'arrêt maladie en raison des blessures subies dans l'enquête précédente, apporte son aide à la policière locale chargée de faire la lumière sur la mort du Pakistanais.

## Principaux personnages
- La victime
  - Haytham Querashi : Pakistanais, 25 ans, fiancé à Sahlah Malik.
- Policiers
  - Emily Barlow : inspectrice principale, chargée de l’enquête.
  - Barbara Havers : sergent à Scotland Yard ; elle aide son ancienne camarade Emily Barlow.
  - Donald Ferguson : superintendant et chef d'Emily Barlow.
- Membres de la communauté pakistanaise
  - Akram Malik : chef d'entreprise à Balford-le-Nez ; père de Muhannad et de Sahlah ; oncle de Taymullah Azhar.
  - Wardah Malik : son épouse soumise.
  - Muhannad Malik : 26 ans, fils de Wardah et d'Akram Malik, directeur des ventes dans l’entreprise familiale.
  - Sahlah Malik : sœur de Muhannad Malik et fille de Wardah  et d'Akram Malik ; elle devait épouser prochainement Haytham Querashi.
  - Yumn Malik : épouse de Muhannad Malik et belle-sœur de Sahlah Malik.
  - Taymullah Azhar : fils aîné du frère d'Akram Malik ; professeur d'université et voisin de Barbara Havers ; père d'une petite fille de 8 ans.
  - Fahd Kumhar : immigré clandestin.
- Personnages anglais
  - Ian Armstrong : salarié dans l'entreprise Malik, il a découvert le cadavre.
  - Rachel Winfield : commerçante à Balford-le-Nez ; proche amie de Sahlah Malik.
  - Connie Winfield : sa mère.
  - Agatha Shaw : personne âgée de Balford-le-Nez ; elle rêve de voir la localité redevenir une station balnéaire réputée.
  - Theodore (« Theo ») Shaw : 26 ans, son petit-fils.
  - Basil Treves : hôtelier local.

## Résumé
Le roman est composé d'un prologue et de 28 chapitres.
- Dimanche (mise en place de l'intrigue - prologue - chapitres 1 à 5)

On est un dimanche de la fin juin. La canicule s'installe sur l'Angleterre. Thomas Lynley, inspecteur à Scotland Yard, vient d'épouser Helen Clyde ; le couple va partir en voyage de noces. À la suite de l’aventure narrée dans le roman précédent (Le Visage de l'ennemi), Barbara Havers a été blessée au visage et a eue le nez cassé. Elle a été placée en arrêt-maladie et ne sait pas quoi faire de ces vacances forcées. Étonnée d'apprendre que sa jeune voisine Haddiyyah et son père Taymullah Azhar se rendent soudainement dans l'Essex, Barbara, qui a découvert par les actualités qu'un cadavre y avait été découvert la veille au matin, décide de se rendre en convalescence dans la petite station balnéaire de Balford-le-Nez (localité fictive). Le corps de Haytham Querashi, un jeune Pakistanais, y a été découvert par Ian Armstrong au pied de la falaise ; ses habits et sa voiture ont été soigneusement fouillés par le meurtrier. Il semble que le départ précité de M. Azhar soit en lien avec ce décès.
Lorsqu'elle arrive dans la petite localité, Barbara découvre que la policière chargée de l’enquête est Emily Barlow, son ancienne camarade de l'école de police. Celle-ci l'invite à dîner chez elle et lui révèle les dessous de l’enquête : Haytham Querashi était arrivé depuis peu en Grande-Bretagne afin d'épouser Sahlah Malik, fille d'Akram Malik, un immigré pakistanais ayant fait fortune dans l'agroalimentaire. Le jeune homme a été assassiné le vendredi soir ; on a écarté les pistes de l’accident et du suicide. Mais on ignore s'il s'agit d'un crime raciste ou lié à un trafic dans lequel le jeune Pakistanais aurait été impliqué. En effet, le meurtre a été commis en pleine nuit dans un endroit isolé, non éclairé, et cela donne à penser que la victime connaissait son meurtrier. Emily Barlow est particulièrement stressée car elle est prise en tenailles entre, d'une part son chef le surperintendant Ferguson qui pense qu'elle va rater l'enquête, et d'autre part certains éléments vindicatifs de la communauté pakistanaise, menés par Muhannad Malik, le fils d'Akram Malik. Menés par Muhannad, un groupe de Pakistanais a pénétré la veille (samedi) au matin dans la salle du conseil municipal pour exiger qu'une enquête sérieuse et rapide soit menée par la police locale. En milieu d'après-midi, elle a rencontré Muhannad Malik, assisté de son cousin Taymullah Azhar.
A priori, un suspect est Ian Armstrong, qui a découvert le corps. Il avait été évincé de son emploi lors de l'arrivée de Haytham Querashi six semaines auparavant, et le fait qu’il ait découvert le cadavre de celui qui était à l'origine de son éviction est un excellent mobile, d'autant plus qu'il vient d'être réembauché à son ancien poste. Mais l'homme dit être resté le vendredi soir chez lui, ce que son épouse confirme.
Plusieurs personnages sont évoqués : 
- Rachel Winfield, commerçante, amie de Sahlah Malik ; sa mère Connie, avec qui elle a des rapports difficiles ;
- Sahlah Malik, fiancée au défunt, qui subit les humiliations de Yumn, l'épouse de son frère ;
- Agatha Shaw, vieille dame à Balford, qui rêve de voir sa ville redevenir une station balnéaire pimpante ;
- Theo Shaw, son fils.

Emily Barlow propose à Barbara d'être « médiatrice » avec la communauté pakistanaise, et plus particulièrement avec Muhannad Malik et Taymullah Azhar. Ravie, Barbara accepte la proposition, sans révéler ses liens amicaux avec M. Azhar. Plus tard, Barbara trouve à se loger chez Basil Treves, hôtelier. C'est dans cet hôtel que résidait Haytham Querashi dans l'attente de son mariage. Se faisant montrer la chambre du défunt, Barbara organise une « perquisition » et liste les objets détenus par Querashi : des clefs attachées à une plaque de métal, un chéquier mentionnant la rédaction d'un chèque de 400 livres sterling (valeur 1997) versés à « F. Kumhar », la facture d'un bijou acheté par Salah Malik à la bijouterie Racon (Rachel et Connie Winfield). C'est à partir de ces éléments que s'orientera par la suite l'enquête policière.
- Lundi (chapitres 6 à 11)

## Adaptation à la télévision
Sous le titre Une terrible déception (Deception on His Mind), le roman est adapté en 2003 sous forme de téléfilm de la série britannique Meurtres à l'anglaise (The Inspector Lynley Mysteries) de la BBC Two (saison 2, épisode 4/4), avec Nathaniel Parker dans le rôle de l’inspecteur Thomas Lynley et Sharon Small dans celui du sergent Barbara Havers. 
L'adaptation scénaristique du roman est de Valerie Windsor, et la réalisation de cet épisode de Tim Leandro.
- Distribution :
  - Nathaniel Parker : Inspecteur Thomas Lynley
  - Sharon Small : Sergent Barbara Havers
  - Tanveer Ghani (en) : Azhar Taymullah
  - Anjali Jay : Sahlah Malik
  - Saeed Jaffrey : Akram Malik
  - TJ Ramini : Muneer Malik
  - Anjalee Patel : Hadiyyah Taymullah
  - Amita Dhiri : Yumna Malik
  - Emily Joyce : Emily Barlow
  - Mark Brighton : Kenneth Waring
  - Noah Huntley : Cliff Hegarty
  - Lesley Vickerage (en) : Helen Lynley
  - Demelza Randall : Rachel Winfield

## Autour du roman
Barbara Havers venait à peine de résoudre une délicate affaire criminelle (Le Visage de l'ennemi) lorsqu'elle aide Emily Barlow à résoudre le meurtre évoqué dans le présent roman.
En septembre de la même année, elle contribuera à résoudre une troisième affaire criminelle (Une patience d'ange).